# 別廖佐沃區

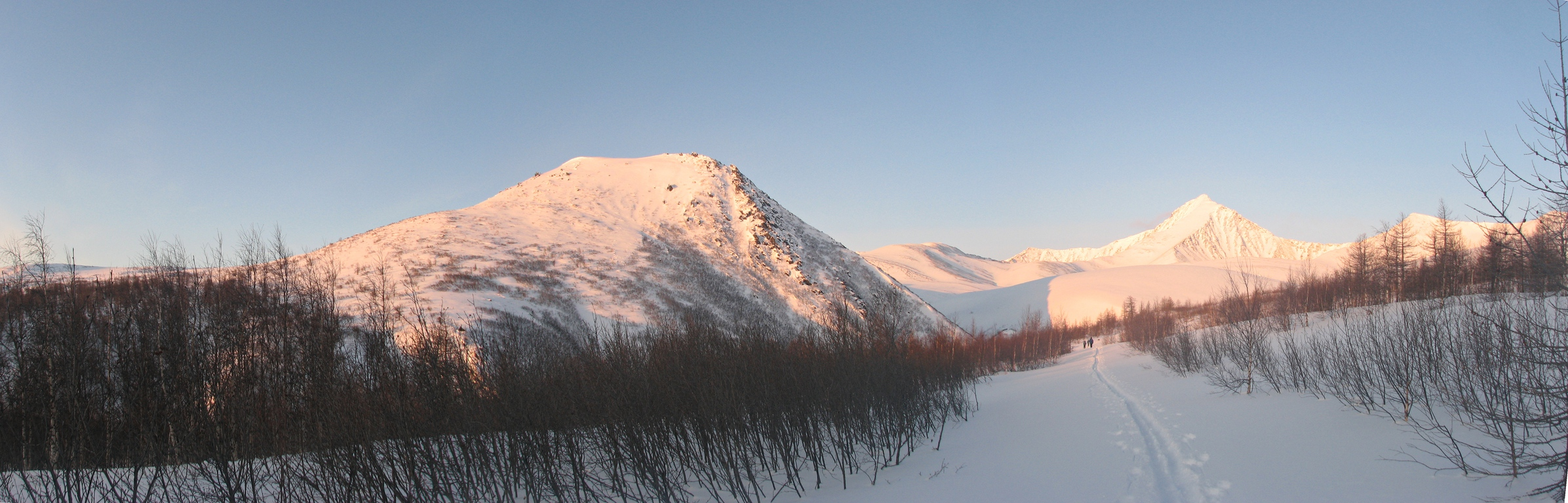

63°56′N 65°03′E / 63.933°N 65.050°E
別廖佐沃區（俄语：Берёзовский район），是俄羅斯的一個區，位於該國中部，由漢特-曼西自治區負責管轄，面積90,000平方公里，2010年人口25,744，人口密度每平方公里0.29人。